# Erlenbach am Main
Erlenbach am Main is een gemeente in de Duitse deelstaat Beieren, gelegen in het Landkreis Miltenberg. De stad telt 10.235 inwoners.

## Geografie
Erlenbach am Main heeft een oppervlakte van 15,71 km².

## Geboren
- Aloys Schmitt (1788-1866), pianist, componist en pianopedagoog
- Daniel Haas (1986), voetballer
- Leon Köhler (1999), autocoureur

Altenbuch ·
Amorbach ·
Bürgstadt ·
Collenberg ·
Dorfprozelten ·
Eichenbühl ·
Elsenfeld ·
Erlenbach a.Main ·
Eschau ·
Faulbach ·
Großheubach ·
Großwallstadt ·
Hausen ·
Kirchzell ·
Kleinheubach ·
Kleinwallstadt ·
Klingenberg a.Main ·
Laudenbach ·
Leidersbach ·
Miltenberg ·
Mömlingen ·
Mönchberg ·
Neunkirchen ·
Niedernberg ·
Obernburg a.Main ·
Röllbach ·
Rüdenau ·
Schneeberg ·
Stadtprozelten ·
Sulzbach a.Main ·
Weilbach ·
Wörth a.Main